# Антелево
А́нтелево (фин. Anttila) — деревня в Гатчинском муниципальном округе Ленинградской области.

## История
Известна с XVII века как Antola. (Не путать с мызой Антель (швед. Antolamaisio), которая на карте, топографа Бергенгейма, составленной по материалам 1676 года, располагалась немного северо-восточнее на реке Славянке.)
На карте Нотебургского лена П. Васандера, начерченной с оригинала первой трети XVII века, упоминается как деревня Antola.
На шведской «Генеральной карте провинции Ингерманландии» 1704 года — как Antilahof.
Как мыза Антилла она обозначена на «Географическом чертеже Ижорской земли» Адриана Шонбека 1705 года.
На карте Санкт-Петербургской губернии Я. Ф. Шмидта 1770 года упоминается как деревня Антолова.
На «Топографической карте окрестностей Санкт-Петербурга» Военно-топографического депо Главного штаба 1817 года — как деревня Антелево из 17 дворов.
Затем как деревня Антелева из 20 дворов она обозначена на «Топографической карте окрестностей Санкт-Петербурга» Ф. Ф. Шуберта 1831 года.

АНТОЛОВО — деревня принадлежит Самойловой, графине, число жителей по ревизии: 83 м п., 106 ж. п. (1838 год)

На картах Ф. Ф. Шуберта 1844 года и С. С. Куторги 1852 года деревня обозначалась как Антелева и насчитывала 20 дворов.
В пояснительном тексте к этнографической карте Санкт-Петербургской губернии П. И. Кёппена 1849 года она записана как деревня Antila (Антелево), финское население которой по состоянию на 1848 год составляли савакоты — 9 м. п., 10 ж. п., всего 19 человек; русское население деревни насчитывало 166 человек.

АНТЕЛЕВО — деревня Царскославянского удельного имения, по просёлочной дороге, число дворов — 23, число душ — 82 м. п. (1856 год)

Согласно «Топографической карте частей Санкт-Петербургской и Выборгской губерний» в 1860 году деревня Антолова насчитывала 20 крестьянских дворов.

АНТЕЛОВО — деревня удельная при реке Ижоре, число дворов — 20, число жителей: 90 м п., 97 ж. п. (1862 год)

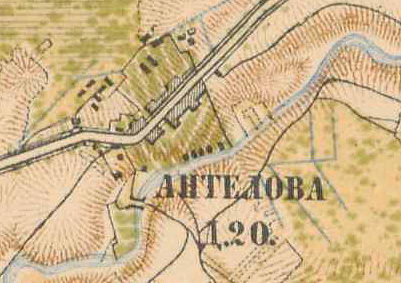
План деревни Антелево. 1885 год

В 1885 году, согласно карте окрестностей Петербурга, деревня Антелова насчитывала 20 дворов. Сборник же Центрального статистического комитета описывал её так:

АНТЕЛЕВА — деревня бывшая удельная при реке Ижоре, дворов — 33, жителей — 130; лавка. (1885 год).

На картах XVIII—XIX веков проводилась разница между деревнями: Антолова (на Славянке) и Антелево (на Ижоре).; Онтолово (на Славянке) и Антелево (на Ижоре); Онтолова (на Славянке) и Антелево (на Ижоре) (1879 г.).
В конце XIX — начале XX века деревня административно относилось к Покровской волости 1-го стана Царскосельского уезда Санкт-Петербургской губернии. Население деревни было исключительно финским.
В 1909 году в деревне открылась школа. Учителем в ней работал «г-н Изотов».
В 1913 году количество дворов в деревне Антелово составило 33 и до 1917 года не изменялось.
С 1917 по 1918 год деревня Антелево входила в состав Покровской волости Детскосельского уезда.
С 1918 года в составе Антелево-Сельгелевского сельсовета Вениокской волости.
С 1919 года вновь в составе Покровской волости.
С 1922 года в составе Вяхтелево-Местоловского сельсовета Вениокско-Покровской волости.
С 1923 года в составе Слуцкой волости Гатчинского уезда.
Согласно данным переписи населения СССР 1926 года в деревне Антелево Монделево-Каккелевского сельсовета Слуцкой волости Троцкого уезда проживали 246 человек, русские и финны.
С 1927 года в составе Монделево-Коккелевского сельсовета Детскосельского района.
С 1930 года в составе Красногвардейского района.
По административным данным 1933 года деревня Антелево входила в состав Менделево-Коккелевского финского национального сельсовета Красногвардейского района.

План деревни Антелево. 1939 год

Согласно топографической карте 1939 года деревня насчитывала 58 дворов, в деревне была своя школа.
В 1940 году население деревни Антелево составляло 328 человек.
17 сентября 1941 года была захвачено немцами.
С 1953 года в составе Антропшинского сельсовета Гатчинского района.
С 1954 года в составе Покровского сельсовета.
В 1958 году население деревни Антелево составляло 151 человек.
С 1959 года в составе Антелевского сельсовета.
По данным 1966 и 1973 годов деревня являлась административным центром Антелевского сельсовета, в деревне располагалась центральная усадьба совхоза «Красная Славянка».
По данным 1990 года в состав Антелевского сельсовета входили 17 населённых пунктов: деревни Антелево, Большое Сергелево, Бор, Веккелево, Вярлево, Вяхтелево, Кобралово, Корпикюля, Марьино, Монделево, Покровская, Порицы, Пудомяги, Репполово, Руссолово, Шаглино и посёлок Лукаши, общей численностью населения 5219 человек. Административным центром сельсовета была деревня Пудомяги (2231 чел.).
В 1997 году в деревне проживали 129 человек, в 2002 году — 148 человек (русские — 82%), в 2007 году — 162.

## География
Деревня расположена в северо-восточной части района на автодороге 41К-010 (Красное Село — Гатчина — Павловск).
Деревня находится на левом берегу реки Ижора.
Расстояние до административного центра поселения, деревни Пудомяги — 2 км. Расстояние до районного центра — 16 км.
Расстояние до ближайшей железнодорожной станции Кобралово — 3 км.

## Демография
| 2007 | 2010 | 2017 |
| ---- | ---- | ---- |
| 162  | ↗246 | ↘245 |

### Национальный состав
Согласно данным Всероссийской переписи населения 2021 года в деревне проживал 281 человек, из них:
 русские — 232, белорусы — 10, армяне — 8, украинцы — 2, литовцы — 1, другие национальности — 4 человека, остальные национальность не указали.

## Транспорт
От Гатчины до Антелева можно доехать на автобусах № 527, 529.
От Павловска до Антелева можно доехать на автобусе № 478.
От Санкт-Петербурга (станция метро  Московская) до Антелева можно доехать на маршрутном такси №  К-545.

## Предприятия и организации
ГУП ОПХ «Славянка» (также известная как Красная Славянка) — молочное скотоводство, картофелеводство.

## Улицы
Клубный переулок, Ладожская, Молодёжная, Онежская, Речной переулок, Родниковый переулок, Садовая, Строителей, переулок Строителей, Чудская.

## Садоводства
Вяхтелево-1, Вяхтелево-2.